# Чайкинська сільська рада (Джанкойський район)
Ча́йкинська сільська́ ра́да — адміністративно-територіальна одиниця та орган місцевого самоврядування у Джанкойському районі Автономної Республіки Крим. Адміністративний центр — село Чайкине.

## Загальні відомості
- Населення ради: 1 197 осіб (станом на 2001 рік)

## Населені пункти
Сільській раді підпорядковані населені пункти:
- с. Чайкине
- с. Мисове

## Склад ради
Рада складається з 16 депутатів та голови.
- Голова ради: Козлов Сергій Анатолійович
- Секретар ради: Боєва Леонтіна Вацлавовна

### Керівний склад попередніх скликань
| Прізвище, ім'я, по батькові | Основні відомості                                                                       | Дата обрання | Дата звільнення |
| --------------------------- | --------------------------------------------------------------------------------------- | ------------ | --------------- |
| Четверик Леонід Іванович    | Сільський голова, 1940 року народження                                                  | 26.03.2006   | 31.10.2010      |
| Муждабаев Талят Усеинович   | Сільський голова, 1955 року народження, освіта вища, безпартійний                       | 31.10.2010   | 02.06.2013      |
| Козлов Сергій Анатолійович  | Сільський голова, 1966 року народження, освіта середня спеціальна, член Партії регіонів | 02.06.2013   |                 |

Примітка: таблиця складена за даними сайту Верховної Ради України

### Депутати
За результатами місцевих виборів 2010 року депутатами ради стали:

#### За суб'єктами висування
| Суб'єкт висування | Кількість обраних депутатів | %  |
| ----------------- | --------------------------- | -- |
| Партія регіонів   | 12                          | 75 |
| Самовисування     | 4                           | 25 |

#### За округами
| № округу        | Прізвище, ім'я, по батькові          | Дата визнання обраним | Освіта  | Партійна приналежність | Відомості про обраного депутата                            |
| --------------- | ------------------------------------ | --------------------- | ------- | ---------------------- | ---------------------------------------------------------- |
| Партія регіонів |                                      |                       |         |                        |                                                            |
| 2               | Джеппарова Меріде                    | 04.11.2010            | вища    | член Партії регіонів   | Чайкинська сільська рада, касир                            |
| 3               | Іванілова Тетяна Михайлівна          | 04.11.2010            | середня | позапартійна           | тимчасово не працює                                        |
| 4               | Колоскова Валентина Олександрівна    | 04.11.2010            | вища    | позапартійна           | Чайкинська загальноосвітня школа, вчитель                  |
| 5               | Емурлаєв Ніяз Еміралійович           | 04.11.2010            | вища    | член Партії регіонів   | тимчасово не працює                                        |
| 7               | Добровольська Олександра Анатоліївна | 04.11.2010            | вища    | позапартійна           | СКП «Чайка», директор                                      |
| 8               | Сорокін Василь Миколайович           | 04.11.2010            | середня | позапартійний          | пенсіонер                                                  |
| 9               | Добровольська Діна Геннадіївна       | 04.11.2010            | вища    | позапартійна           | Чайкинська сільська рада, головний бухгалтер               |
| 10              | Вітер Вікторія Сергіївна             | 04.11.2010            | вища    | позапартійна           | Чайкинська сільська рада, бухгалтер                        |
| 11              | Боєва Леонтіна Вацлавовна            | 04.11.2010            | вища    | член Партії регіонів   | Чайкинська сільська рада, інспектор-діловод                |
| 12              | Черняєва Наталія Рафаелівна          | 04.11.2010            | вища    | член Партії регіонів   | тимчасово не працює                                        |
| 13              | Жуковець Марина Анатоліївна          | 04.11.2010            | вища    | позапартійна           | дошкільний навчальний заклад «Ромашка», вихователь         |
| 14              | Велішаєва Хатідже                    | 04.11.2010            | вища    | позапартійна           | дошкільний навчальний заклад «Ромашка», завідувачка        |
| Самовисування   |                                      |                       |         |                        |                                                            |
| 1               | Юсупов Ремзі Шамілович               | 04.11.2010            | середня | позапартійний          | тимчасово не працює                                        |
| 6               | Муратов Усеін Аблякімович            | 09.01.2011            | середня | позапартійний          | тимчасово не працює                                        |
| 15              | Ібраїмова Зеніє Мамбеківна           | 04.11.2010            | вища    | позапартійна           | тимчасово не працює                                        |
| 16              | Кононова Ніна Миколаївна             | 09.01.2011            | вища    | член Партії регіонів   | Чайкинська сільська рада, спеціаліст ІІ ст. землевпорядник |